# Ippoboto
Ippoboto (III secolo a.C. circa – II secolo a.C. circa) è stato uno storico greco antico.

## Biografia
Di Ippoboto (greco antico: Ἱππόβοτος) non abbiamo notizie al di fuori di Diogene Laerzio, che è l'unica fonte a citarlo. Secondo Marcello Gigante, tra l'altro, è ormai chiaro che quest'ultimo conoscesse Ippoboto solo per via indiretta, e attraverso anche Filodemo di Gadara.

## Opere
Proprio da Diogene Laerzio si apprende che avesse scritto Sulle sette (in greco: Περὶ Αἱρέσεων) e un Registro dei filosofi (in greco: Τῶν Φιλοσόφων Ἀναγραφή). Di essi restano 14 frammenti, tutti citati, appunto, da Diogene.
Ippoboto, secondo una tradizione dossografico-biografica, trattava i filosofi già dai Sette Sapienti e Pitagora fino a Cratete, Menedemo e Zenone, quindi si deduce che scrisse nel III o II secolo a.C. Il suo lavoro includeva elenchi di alunni di Zenone e Timone di Fliunte. Tra l'altro, Diogene riferisce che Ippoboto si rifiutò di inserire le scuole cinica, eleatica e dialettica nella sua trattazione.